# Lecaniobius
Lecaniobius is een geslacht van vliesvleugeligen uit de familie Eupelmidae. De wetenschappelijke naam van dit geslacht is voor het eerst geldig gepubliceerd in 1896 door William Harris Ashmead. De typesoort is Lecaniobius cockerellii.

## Soorten
Het geslacht Lecaniobius omvat de volgende soorten:
- Lecaniobius capitatus Gahan, 1924
- Lecaniobius cockerellii Ashmead, 1896
- Lecaniobius grandis De Santis, 1950
- Lecaniobius mexicanus Myartseva, 2010
- Lecaniobius nicaraguensis Myartseva, 2010
- Lecaniobius utilis Compere, 1939